# Brian Geraghty
Brian Timothy Geraghty (Toms River, 13 mei 1975) is een Amerikaans acteur.

## Biografie
Geraghty doorliep de high school in Toms River en haalde zijn diploma in 1993. Hierna leerde hij het acteren aan de Neighborhood Playhouse School of Theatre in New York. Hij begon met zijn acteercarrière in New York en verhuisde later naar Los Angeles. Zo is hij onder nadere bekend van zijn terugkerende rol als politieagent Sean Roman in de televisieserie Chicago P.D. (2014-2020). 

## Filmografie

### Films
Uitgezonderd korte films.
- 2024 Red Right Hand - als sheriff Hollister
- 2020 Blindfire - als Will Bishop
- 2019 Faith - als Chris
- 2019 Extremely Wicked, Shockingly Evil and Vile - als openbaar aanklager Dan Dowd
- 2018 The Standoff at Sparrow Creek - als Noah
- 2017 My Days of Mercy - als Weldon
- 2017 Avenues - als Jack
- 2014 WildLike – als oom
- 2014 Loitering with Intent - als Devon
- 2014 The Identical – als William Hemsley
- 2014 Date and Switch - als Lars
- 2013 Kilimanjaro – als Doug
- 2013 Ass Backwards – als Brian
- 2012 Flight – als Ken Evans
- 2012 Refuge – als Sam
- 2012 ATM – als David Hargrove
- 2012 Gay Dude – als ??
- 2011 10 Years – als Garrity
- 2011 Seven Days in Utopia – als Jake
- 2010 Open House – als David
- 2010 The Chameleon – als Brian Jansen
- 2010 Krews – als Henry McFarlin
- 2009 Easier with Practice – als Davy Mitchell
- 2009 Last of the Ninth – als Timmy Adams
- 2008 The Hurt Locker – als Owen Eldridge
- 2008 Love Lies Bleeding – als Duke
- 2007 I Know Who Killed Me – als Jerrod Pointer
- 2007 An American Crime – als Bradley
- 2006 We Are Marshall – als Tom Bogdan
- 2006 The Elder Son – als Greg
- 2006 The Guardian – als Billy Hodge
- 2006 Bobby – als Jimmy
- 2006 When a stranger calls – als Bobby
- 2006 Art School Confidential – als Stoob
- 2005 Jarhead – als Fergus O'Donnell
- 2005 Conversations with Other Women – als bruidegom
- 2005 Cruel World – als Collin
- 2004 Stateside – als Chris
- 2002 Aller simple pour Manhattan – als politieagent
- 2002 Town Diary – als jonge Frank Ryan

### Televisieseries
Uitgezonderd eenmalige gastrollen.
- 2022-2023 1923 - als Zane Davis - 8 afl.
- 2022 Gaslit - als Peter - 2 afl.
- 2020-2022 Big Sky - als Ronald Pergman - 28 afl.
- 2020 The Fugitive - als Colin Murphy - 14 afl.
- 2019-2020 Briarpatch - als Gene Colder - 10 afl.
- 2014-2020 Chicago P.D. - als agent Sean Roman - 47 afl.
- 2014-2020 Chicago Fire - als agent Sean Roman - 9 afl.
- 2018 The Alienist - als Theodore Roosevelt - 10 afl.
- 2015-2016 Chicago Med - als agent Sean Roman - 3 afl.
- 2014 Ray Donovan - als Jim de politieagent - 9 afl.
- 2013 Boardwalk Empire - als Warren Knox - 10 afl.
- 2012 True Blood – als Brian Eller – 3 afl.

- Bibsys: 10012259
- Biblioteca Nacional de España: XX4972465
- Bibliothèque nationale de France: cb155422504 (data)
- Gemeinsame Normdatei: 14157724X
- International Standard Name Identifier: 0000 0001 0940 0113
- Library of Congress Control Number: no2006088730
- Nationale Bibliotheek van Tsjechië: xx0170412
- Nationale Bibliotheek van Israël: 987007317698405171
- Nederlandse Thesaurus van Auteursnamen: 308306139
- Système universitaire de documentation: 142511366
- Virtual International Authority File: 121604179
- WorldCat: E39PBJB8vYpyrChJ9pb9j9xVYP